# Roger Diamantis
Roger Diamantis est un producteur cinématographique et directeur de salle de cinéma français, né le 31 décembre 1934 à Paris où il meurt le 14 juin 2010.
| Image externe |                             |
|               | Portrait de Roger Diamantis |

## Biographie
Roger Diamantis a créé à Paris, en 1971, le cinéma d'Art et Essai le Saint-André-des-Arts, qu'il a dirigé jusqu'à sa mort. Il y défendait un cinéma exigeant, projetant, dès leurs débuts les films d'Alain Tanner, Nagisa Oshima, Ken Loach, Wim Wenders, Marguerite Duras, Raymond Depardon, Alain Cavalier, Stephen Frears, Mike Leigh etc.
Il a publié, en 1960, un unique roman, La Semoule (Éditions du Scorpion). 
Il a réalisé en 1974 un unique long métrage, Si j'te cherche... j'me trouve, qu'il a également produit et interprété aux côtés de Jean-François Stévenin et François Weyergans. Il fut aussi producteur associé de L'Escapade de Michel Soutter, en 1974, et de La Captive du désert de Raymond Depardon en 1990.
En 2005, un documentaire réalisé par Élise Girard lui a été consacré, Roger Diamantis ou la vraie vie.
En 1966, Roger Diamantis avait également fondé une société de production cinématographique toujours en activité, « Les Films Saint-André-des-Arts », aujourd'hui dirigée par son fils Éric.

## Citations
« Roger Diamantis fut un formidable passeur du cinéma d’art et essai. Un homme qui ne cherchait pas sa gloire personnelle, mais qui brûlait chaque jour de lancer les nouveaux jeunes auteurs de notre temps et leurs films. »

— Frédéric Mitterrand, ancien ministre de la Culture.

« Roger Diamantis animait, depuis 1971, avec passion et générosité, l'une des salles de cinéma les plus emblématiques du Quartier latin à Paris, le Saint-André-des-Arts »

— Bertrand Delanoë, ancien maire de Paris.

« Dans les années 50-60, nos salles attiraient en grand nombre des spectateurs qui avaient le goût de l’art et essai. Maintenant, il y en a encore qui ont le goût de l’art, mais très peu qui ont gardé le goût de l’essai… »

— Roger Diamantis

### Monographie
- Une vie d'art et d'essais, Florence Delporte, préface d'Élisabeth Roudinesco, éditions La Dispute, 2003,  (ISBN 978-2843030802). L'auteure est allée à la rencontre du « magicien du Saint-André-des-Arts » comme l'appelait Jean-Luc Godard et décrit ici ses combats incessants pour préserver son indépendance.